# Oreste di Gerusalemme
Oreste Geremia, chiamato anche Ariston (in greco Ὀρέστης?; X secolo – Gerusalemme o Il Cairo, 1005 o 1006) è stato il patriarca di Gerusalemme a cavallo tra il X e l'XI secolo.
A seconda delle fonti, è stato in carica dal 983/984/986 fino alla sua morte, nel 1005 o nel 1006, oppure dal 983 o 984 fino al 1005.

## Vita
Oreste era molto probabilmente di origine bizantina greca, forse dell'aristocrazia provinciale della Sicilia che fu catturata nelle guerre contro i bizantini lì prima del 965. Sua sorella divenne una concubina preferita del califfo fatimide al-Aziz Billah (r. 975–996) e madre della principessa Sitt al-Mulk. Non si sa nulla della prima parte della sua vita. Visse alla corte di al-Aziz per molti anni. Potrebbe essere il monaco che il califfo mandò all'emiro Kalbid di Sicilia, Ja'far ibn Muhammad al-Kalbi (r. 983-985) per garantire la resa di alcune fortezze e prigionieri bizantini precedentemente catturati da suo nonno Hasan. Ja'far maltrattò l'inviato, che partì per Costantinopoli, da dove scrisse ad al-Aziz per informarlo della disobbedienza di Ja'far.
Tra il 980 e il 985 Oreste trascorse del tempo in Italia, compresa Roma. Lì incontrò diversi eremiti calabresi di cui in seguito scrisse biografie. Attraverso l'influenza di sua sorella fu nominato Patriarca di Gerusalemme nel gennaio 986, mentre suo fratello Arsenio divenne vescovo metropolita di Fustat e del Cairo e in seguito Patriarca di Alessandria. Altri studiosi moderni ritengono che i fratelli fossero imparentati con una diversa concubina, la madre del califfo al-Hakim bi-Amr Allah (r. 996-1021), e quindi zii materni del califfo.
Nel 992, Oreste e il patriarca Elia I di Alessandria inviarono inviati a papa Giovanni XV, secondo quanto riferito per chiedere consigli sull'incorporazione di monofisiti nella Chiesa, in un momento in cui l'Impero bizantino si stava espandendo a spese degli arabi e per ricevere il diritto di consacrare la tela dell'altare. Queste ragioni, riportate dall'abate romano Leone, sono molto probabilmente confuse o errate, ma l'ambasciata è probabilmente storica. Più o meno nello stesso periodo scrisse anche una lettera al re Ugo di Francia e al suo figlio e sovrano Roberto II. Secondo l'agiografia del santo stilita Lazzaro del Monte Galesio, quest'ultimo fu ordinato dal Patriarca di Gerusalemme intorno all'anno 1000, il che coinvolgerebbe Oreste. Qualche tempo dopo il 996, il patriarca Giovanni III di Antiochia trasferì a Oreste la Chiesa della Georgia e il canone annuale che pagava, che da quel momento in avanti fu raccolto dai canonici della Chiesa del Santo Sepolcro.
Il nipote di Oreste, al-Hakim bi-Amr Allah, succedette ad Al-Aziz Billah nel 996, ma i primi anni del suo regno furono trascorsi sotto la tutela del cortigiano eunuco Abū l-Futūḥ Barjawān. Nel 1000, in risposta a una precedente ambasciata bizantina, Barjawan mandò Oreste a Costantinopoli per negoziare un trattato di pace di dieci anni con l'imperatore Basilio II e porre fine agli scontri tra bizantini e fatimidi in Siria. Oreste era ancora a Costantinopoli quando morì cinque anni dopo. Secondo un'altra versione, dopo la distruzione della chiesa del Santo Sepolcro, Aziz avrebbe fatto cavare gli occhi a Oreste Geremia e lo avrebbe fatto deportare al Cairo, dove sarebbe morto.
Durante la sua assenza a Costantinopoli, il governo del patriarcato ricadde su suo fratello, Arsenio, fino alla sua caduta nel 1010. Arsenio istituì una celebrazione unificata della Pasqua dopo che i cristiani egiziani e palestinesi non furono in grado di concordarla. Oreste fu seguito dal patriarca Teofilo I nel 1012 dopo un periodo di sede vacante. Durante la vacanza, al-Hakim distrusse la Chiesa del Santo Sepolcro nel 1009.

## Opere
Gli sono state attribuite almeno tre agiografie, che forniscono dettagli sulla vita e sulle opere di Nicodemo di Mammola, Saba il Giovane e il padre e il fratello di Saba, Cristoforo e Macario. Oreste conosceva personalmente Cristoforo e i suoi due figli. Completò la biografia di Sabas poco dopo la morte di quest'ultimo nel 991 e quella di suo padre e suo fratello tra la morte di Macario nel 1001 e la sua stessa morte cinque anni dopo.